# Koçcağız (Talas)
Koçcağız ist ein Ortsteil des Landkreises Talas der türkischen Provinz Kayseri. Der Ortsteil liegt etwa 25 Kilometer östlich der Kreisstadt und 30 Kilometer östlich der Provinzhauptstadt Kayseri. Koçcağız liegt am Osthang des 2002 Meter hohen Berges Kuramaz Dağı.